# Bérénice Marlohe
Bérénice Lim Marlohe (Paris, 19 de maio de 1979) é uma atriz francesa mais conhecida por interpretar a bond-girl Sévérine no 23º filme da franquia de James Bond, 007 - Operação Skyfall.

## Biografia
Filha de mãe francesa professora e pai cambojano médico, na adolescência queria se tornar uma pianista além de atriz e estudou no Conservatório Nacional Superior de Música e Dança de Paris durante dez anos.
Seu primeiro papel como atriz foi em 2007, no curta metragem La Discordance. Em seguida ela teve problemas em conseguir papéis na televisão, já que muitos agentes achavam que ela não se encaixava no modelo tradicional de atriz francesa. Ela teve pequenos papéis em várias séries como Pas de Secrets Entre Nous, Femmes de Loi, Section de Recherches, Père et Maire e  Équipe Médicale d'Urgence.
Em 2011, foi escolhida para interpretar Sévérine, uma das bond-girls do 23º filme oficial de James Bond. O filme foi lançado no ano seguinte e foi seu primeiro papel em língua inglesa. Meses antes de fazer o primeiro teste para o papel em Paris ela sonhou que que faria um filme com Javier Bardem. Só durante o segundo teste ela descobriu que ele seria o vilão do filme. 
Atualmente, além da carreira no cinema – deverá estrelar o próximo projeto de Terrence Malick – ela foi a garota-propaganda mundial dos relógios Omega e é o rosto da marca internacional de jóias e cristais Swarovski. Seu ator favorito é Christopher Walken e sua bond girl favorita a holandesa Famke Janssen, Xenia Onatopp em 007 contra Goldeneye.

## Filmografia
- 2017 : Revolt
- 2014 : 5 to 7
- 2012 : Un bonheur n'arrive jamais seul
- 2012 : Skyfall
- 2011 : L'Art de séduire
- 2007 : La Discordance